# Kevin Grevey
Kevin Grevey, né le 12 mai 1953 à Hamilton, dans l'Ohio, est un joueur américain de basket-ball. Il évolue durant sa carrière au poste d'arrière.

## Carrière

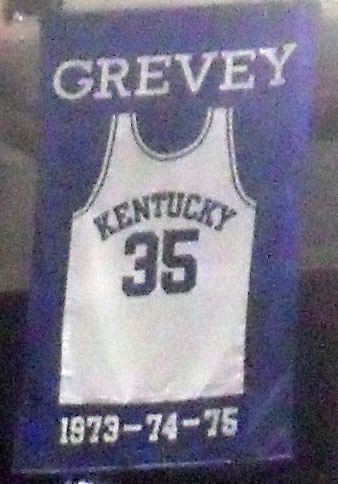
Le maillot de Grevey accroché au plafond de la Rupp Arena.

## Palmarès
- Champion NBA 1978